# Ludwik Teichmann

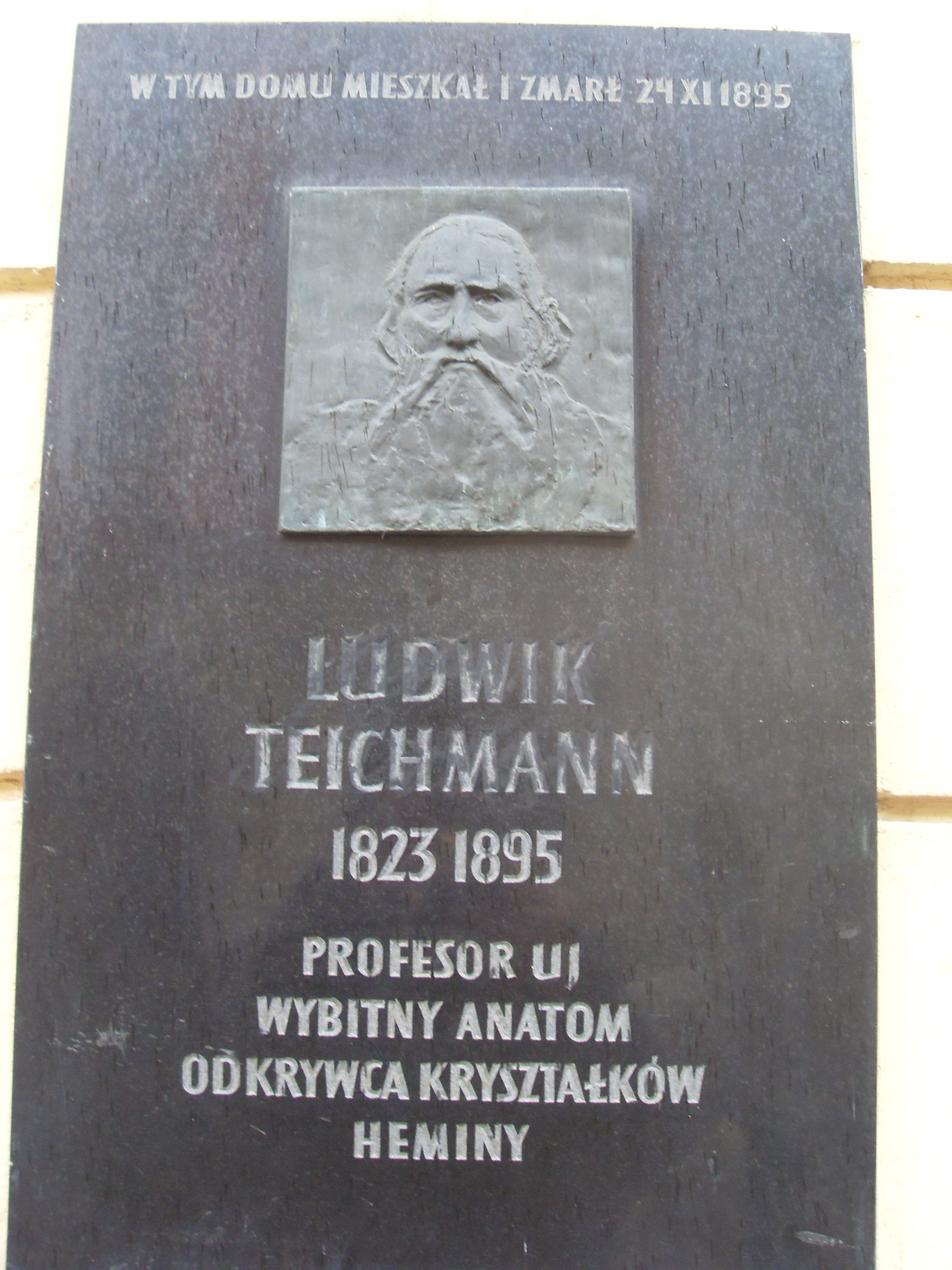
Ludwik Teichmann, minnestavla i Kraków

Ludwik Karol Teichmann-Stawiarski, född 1823 i Lublin, död 1895 i Kraków, var en polsk anatom. 
Teichmann blev medicine doktor vid Göttingens universitet 1856, blev 1861 e.o. professor i patologisk anatomi vid Jagellonska universitetet i Kraków och 1868 ordinarie professor i deskriptiv och jämförande anatomi där. Bland hans arbeten vann i synnerhet Das Saugadersystem vom anatomischen Standpunkte (1861) erkännande. 
Efter honom uppkallades Teichmanns kristaller, mörkbruna mikroskopiska kristaller av hemin, ett derivat av hemoglobin och av hematin, vars klorväteester det utgör. Dessa kristaller olösliga i vatten, men lösliga i utspädda alkalier och i alkohol, som innehåller små mängder syra.